# Hull (Québec)
Pour les articles homonymes, voir Hull.
Hull est un secteur de la ville de Gatineau, dans laquelle il constitue le principal pôle. Il est situé sur la rive ouest de la rivière Gatineau et sur la rive nord de la rivière des Outaouais, en face d'Ottawa.

## Histoire

### Fondation

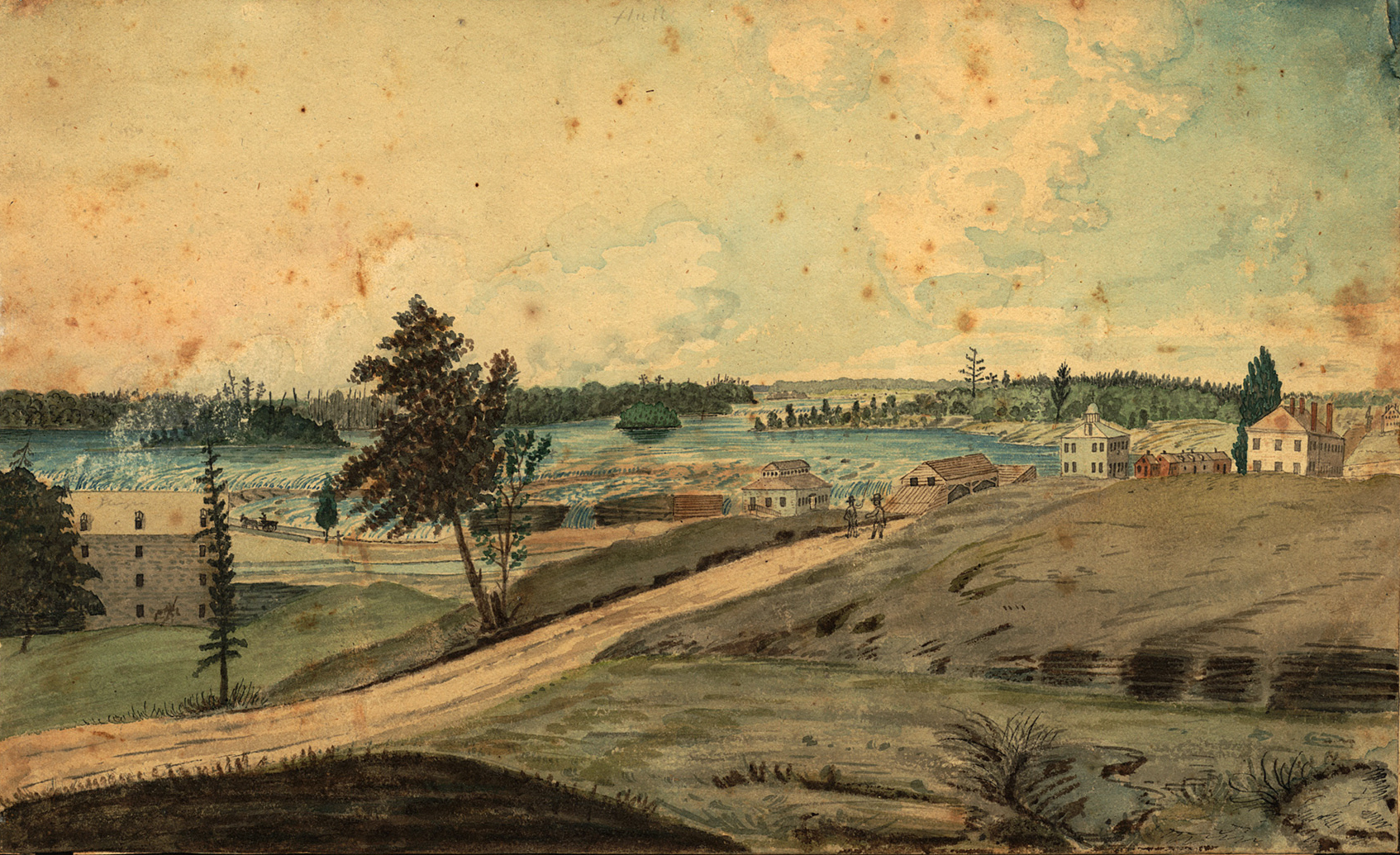
Peinture des environs de Hull, en 1830 par Thomas Burrowes.

Le fondateur de Hull, Philemon Wright, né à Woburn au Massachusetts le 3 septembre 1760 et mort le 3 juin 1839, est arrivé sur les rives de la rivière Gatineau à l'hiver de 1800. Après avoir construit sa ferme, la Ferme Gatineau, Wright se décida, en 1801, à bâtir un village du nom de Wright's Town tout près des chutes de la Chaudière. Ce village deviendra la ville de Hull en 1875. Wright, qui avait pris parti pour les rebelles américains pendant la guerre d'Indépendance, par la suite, fut cultivateur. Il demanda au gouvernement du Bas-Canada, en 1797, de lui concéder le canton de Hull. D'abord, en s'établissant, Philemon Wright désirait y pratiquer l'agriculture mais ses investissements à construire Wright's Town et la pauvreté des terres de la vallée de l'Outaouais (malgré la puissance hydraulique) le forcent à chercher un autre moyen à reconstituer ses finances et il investit les ressources humaines à sa disposition dans l'exploitation des ressources forestières. Propriétaire et spéculateur foncier; nommé agent des terres en 1819. Engagé dans l'élevage du bétail, le commerce d'importation et de détail, la petite industrie, la navigation à vapeur et l'exploitation forestière, il fonda avec ses fils la Philemon Wright and Sons. Président de la Hull Mining Company.
Élu député d'Ottawa en 1830, il appuya tantôt le parti patriote, tantôt le parti bureaucrate et vota contre les Quatre-vingt-douze Résolutions. Wright ne s'est pas représenté en 1834. Il fut officier de milice et juge de paix. Il contribua financièrement à la construction de l'église anglicane de Hull. Il fut maître d'une loge maçonnique et fit paraître dans le Canadian Magazine and Literary Repository de Montréal, en 1824, An account of the first settlement of the township of Hull.

### E.B. Eddy

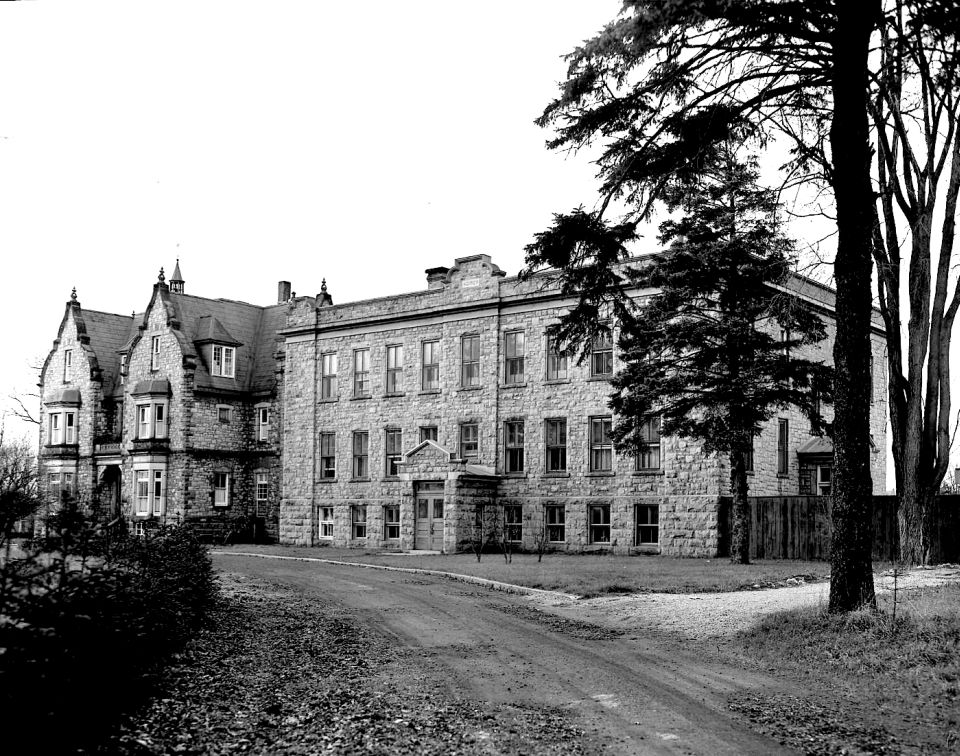
Orphelinat Sainte-Thérèse-de-l'Enfant-Jésus à Hull, 1947.

L'épanouissement de la puissance économique de l'île de Hull au XIXe siècle est particulièrement attribuable au développement des industries d'Ezra Butler Eddy (1827-1906) et à son taux d'emploi élevé et stable. À son arrivée sur l'île en 1854, il s'intéresse à la fabrication d'allumettes, dont il sera le pionnier régional. En vertu de sa prospérité en ascension, la compagnie E.B. Eddy a acquis, après plusieurs années, toutes les propriétés industrielles de Philemon Wright, pour en faire des usines de bois, d'épingles et de pâte à papier. Dès 1890, il fournit le papier à une masse importante de journaux canadiens. Ezra Butler Eddy fut élu maire de la ville de Hull de 1882 à 1891.

### Incendie de 1900
Avant l'incendie majeur du 26 avril 1900, quatre grands feux se sont défoulés sur la ville de Hull, soit les conflagrations de 1875, 1880, 1886 et 1888. L'hôtel de Ville fut brûlé complètement en 1888 et par la suite reconstruit, pour finalement brûler à nouveau dans l'incendie de 1900.

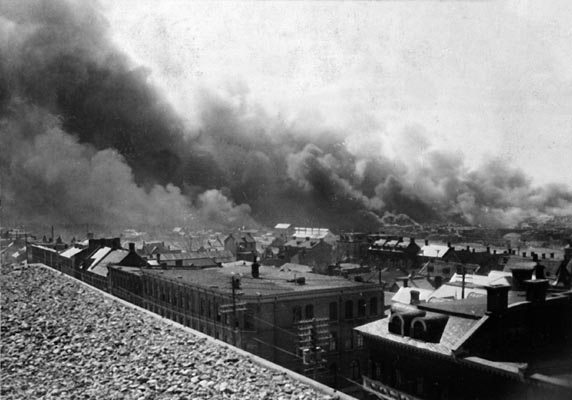
Incendie.
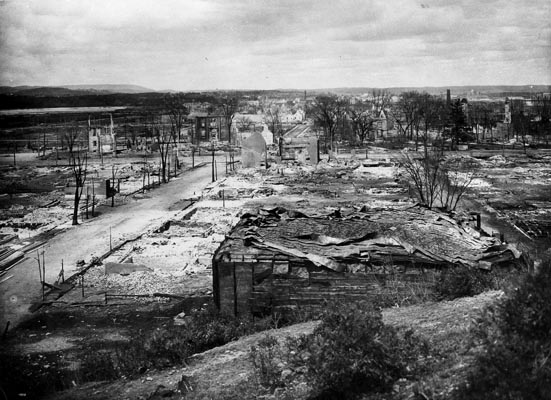
Hull après l'incendie.
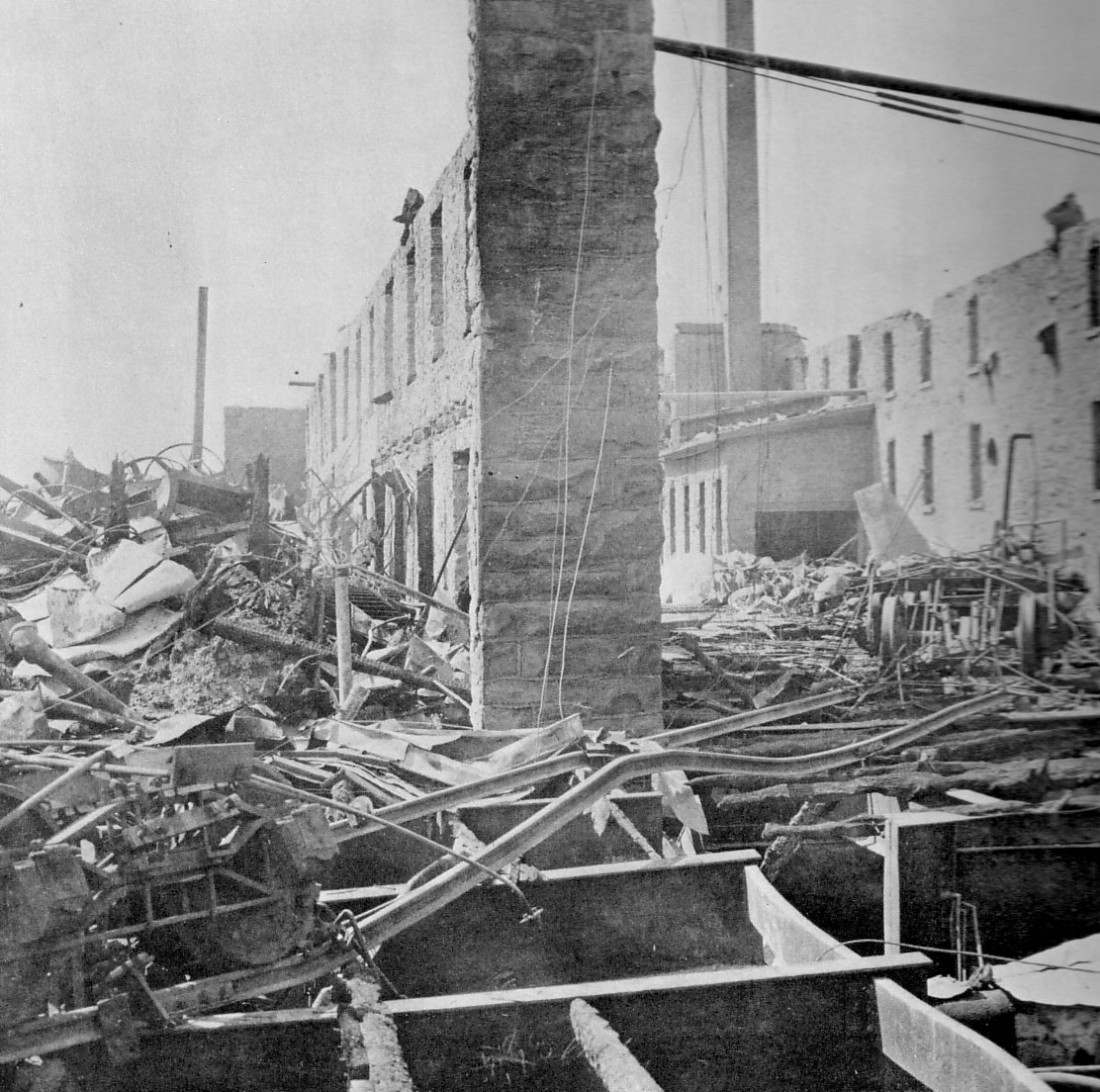
Usine détruite.
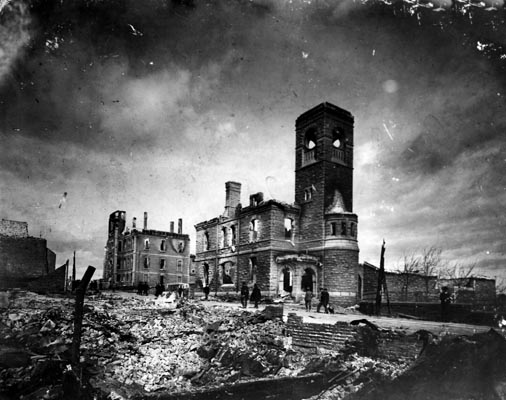
Hôtel de ville.

Jeudi 26 avril 1900, vers 11:00, sous l'action d'un fort vent du nord (30 milles à l'heure), un incendie mineur déclaré dans une maison de bois de Hull a été transporté à toute la ville, puis a traversé la rivière des Outaouais via le pont en bois de la chute Chaudière, jusqu'au lac Dow. Les flammes ayant atteint la zone industrielle, des usines et dépôts d'explosifs sont détruits, aggravant encore les dégâts, ne faisant que 7 morts, mais laissant environ 14 000 personnes sans abri. Selon les documents d'époque, la fumée était visible jusqu'à Kingston, en Ontario.
Selon les estimations, les dégâts s'élèvent à au moins 3 000 habitations détruites, et 100 000 000 de dollars de pertes liées à la destruction du bâti, et mènent à la destruction totale de la gare de la Canadian Pacific Union et des hangars des plaines Lebreton (valeur estimée à 40 000 dollars), et la destruction des marchandises du Canadien Pacifique (30 000 dollars environ). La presse ayant évoqué la catastrophe dans le monde entier, des aides financières et matérielles ont afflué de nombreux pays. « Les officiels craignaient qu'un grand nombre de sans-abri ne quittent la ville et privent Ottawa d'une main-d'œuvre précieuse. Un système de compensation fut rapidement mis en place : près d'un million de dollars furent versés aux victimes, principalement en août. » 750 nouveaux bâtiments étaient déjà achevés fin 1900.

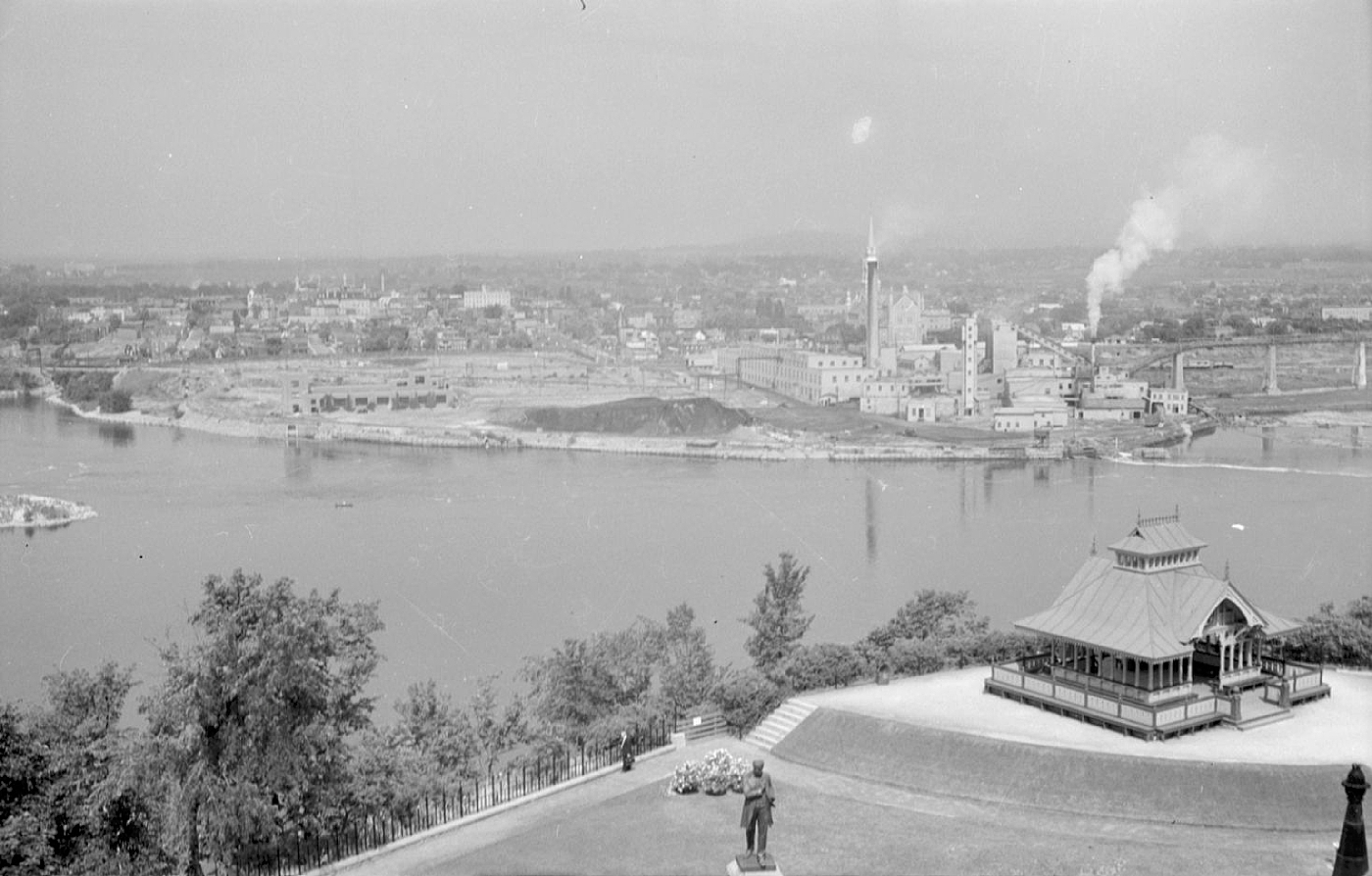
Hull en 1938

### Époque contemporaine
Ancienne ville, Hull a été fusionnée en 2002 aux villes voisines Aylmer, Buckingham, Masson-Angers ainsi qu’à l'ancienne ville de Gatineau pour former l'actuelle ville de Gatineau, quatrième ville en importance du Québec. Avant la fusion, ces villes formaient la Communauté Urbaine de l'Outaouais. Le canton et la ville de Hull ont été nommés en souvenir de la ville anglaise de Kingston-upon-Hull, dans le Yorkshire, communément dénommée Hull.
Aux XIXe et XXe siècles, la majorité des emplois sont dans le secteur ouvrier. À la suite de la Seconde Guerre mondiale et avec la proximité de la capitale nationale d'Ottawa et de l'île de Hull, le gouvernement devient le plus grand employeur de la région. Le secteur a connu depuis quelques années une forte croissance de population dans le quartier du Plateau en raison des projets de construction des condos et des maisons[réf. nécessaire].

## Évolution démographique
| 1881  | 1891   | 1901   | 1911   | 1921   | 1931   | 1941   | 1951   | 1956   |
| ----- | ------ | ------ | ------ | ------ | ------ | ------ | ------ | ------ |
| 6 890 | 11 264 | 13 993 | 18 222 | 24 117 | 29 433 | 32 947 | 43 483 | 48 739 |

| 1961   | 1966   | 1971   | 1976   | 1981   | 1986   | 1991   | 1996   | 2001   |
| ------ | ------ | ------ | ------ | ------ | ------ | ------ | ------ | ------ |
| 56 929 | 60 176 | 63 580 | 61 039 | 56 225 | 58 722 | 60 707 | 62 339 | 66 246 |

| 2006   | 2011   | 2016   | 2021   | - | - | - | - | - |
| ------ | ------ | ------ | ------ | - | - | - | - | - |
| 69 370 | 69 490 | 68 445 | 72 410 | - | - | - | - | - |

## Culture locale et patrimoine

### Personnalités liées à Hull
- Oscar Duquette (1896-1965), constable de la gendarmerie royale du Canada
- Michel Larocque, hockeyeur professionnel
- Guy Mignault, comédien
- Guy Provost, comédien
- Guy Sanche, comédien
- Dan Aykroyd, comédien
- Daniel Lanois, musicien
- Derick Brassard, hockeyeur professionnel
- Jean-Gabriel Pageau, hockeyeur professionnel
- Alphonse Fournier, député de Hull et ministre des travaux publics au Fédéral 1930 à 1953
- Jean-Philippe Dallaire, artiste peintre

### Héraldique
| Soyons cœurs francs |
| ------------------- |

| L'écu de Hull (1959-2001) se blasonne ainsi : D'azur, au chevronnel d'or surmonté d'une étoile d'argent, et accompagné en chef d'une fleur de lis d'or et d'une flamme du même, les traits intérieurs et inférieurs de la flamme de gueules, et en pointe d'une roue d'engrenage d'or; à la pointe de l'écu une rivière d'argent, ombrée d'azur, chargée d'une souche arrachée de sinople coupée d'or,. |